# Alentejana
L'alentejana est une race bovine du Portugal. Cette race autochtone a payé un lourd tribut lors de la modernisation de l'agriculture, mais connait depuis les années 2000 un renouveau grâce à l'appellation d'origine protégée dénommée carnalentejana.

## Origine
Elle appartient au rameau rouge. Elle ressemble beaucoup à la retinta espagnole et à la garvonesa, races qui lui sont apparentées. Elle doit son nom à la région de l'Alentejo au centre du pays. La première description est datée de 1871 et 1873, lorsque le professeur Silvestre Bernardo Limaa entamé.
Une étude de Andrade en 1948 établit une forte ressemblance entre le squelette de l'alentejana et des os préhistoriques de la forme ibérique de l'aurochs, attestant de la très ancienne localisation de l'alentejana à son biotope.
L'alentejana a été sélectionnée sur la production de bœufs de travail durant des siècles. La mécanisation des campagnes a incité les exploitants à reconvertir leur cheptel pour la production de viande. La bonne adaptation des vaches en a fait un bon support pour l'utilisation de taureaux de race bouchère productive. Il est alors devenu difficile de comptabiliser les effectifs entre les animaux de type ancien et de ceux qui avaient subi une introduction de sang exogène, en l'absence de registre généalogique. Cette absence a été rétablie en 1970 avec l'ouverture du herd-book et l'étude des animaux pure race. Une baisse s'est produite entre 1986 et 30 000 individus et autour de 7 000 entre 1994 et 2004. Depuis, des éleveurs ont compris l'intérêt de préserver leur race et la population pure race est remontée à 50 000 en 2013. Cette inversion de tendance s'est faite avec l'aide des pouvoirs publics régionaux, nationaux et européens, mais aussi des consommateurs désireux d’accéder à une viande de qualité.

## Morphologie

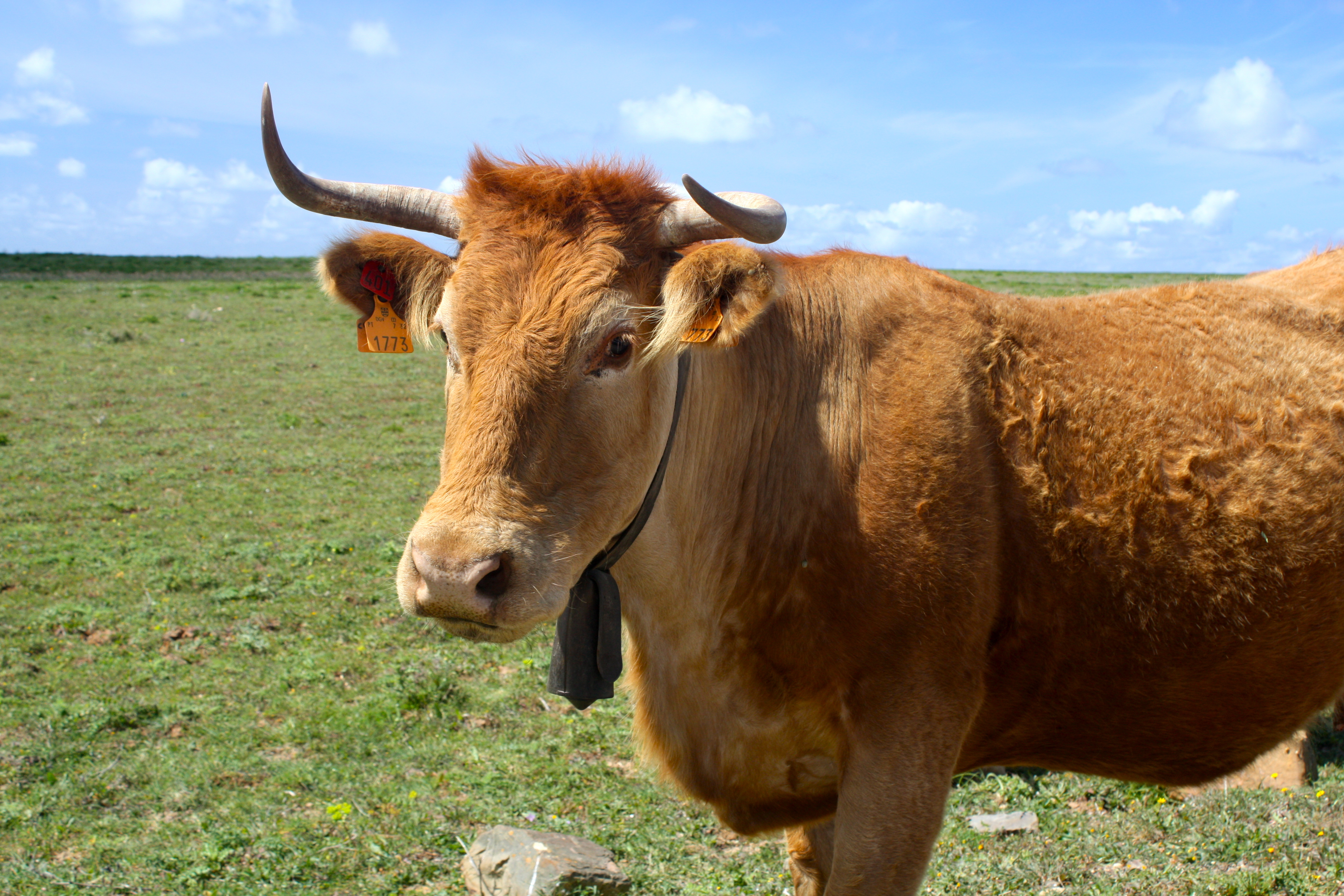
Tête d'une vache correspondant au standard.

Elle porte une belle robe rouge unie, dont la nuance va du rouge acajou au froment clair. Les taches blanches ou noires sont interdites mais la présence de poils blancs clairsemés est autorisée. Le tour des ouvertures naturelles est glabre, de couleur rose à rouge. La tête est grande avec un mufle clair, un chanfrein légèrement concave et marqué de plis de peau et un chignon à poils un peu plus longs entre les cornes. Ces dernières sont claires à pointes sombre et prennent une forme de lyre ouverte. Leur longueur peut être particulièrement importante. Le cou des taureaux peut présenter une boule de graisse au niveau du garrot et le fanon, peau lâche sous le cou, est bien développé : cette surface supplémentaire est destinée à évacuer la chaleur. 
des muqueuses couleur chair et de longue cornes en lyre ouverte. 
C'est une race de grande taille: 140 cm au garrot pour 700 kg chez la vache et 155 cm pour 1 000 kg chez le taureau.

## Aptitudes
Une sélection, depuis le troisième tiers du XXe siècle, l'oriente vers une spécialisation viande accrue. Une dénomination d'origine "carne alentejana" (viande d'alentejana) a été créé. 
C'est une race rustique élevée en système extensif dans de grands espaces semi arides. Les élevages sont étendus avec de grands troupeaux. La vache supporte la rareté de l'alimentation estivale et reconstitue bien ses réserves. La vache est une bonne mère qui vêle sans difficultés et élève son veau grâce à la richesse de son lait. L'élevage extensif est peu gourmand en frais vétérinaires. 
La valorisation de la viande a conduit les éleveurs à se doter d'un cahier des charges correspondant à l'élevage extensif traditionnel. Leurs efforts ont abouti à l’attribution du label européen appellation d'origine protégée, denominação de origem protegida en portugais. Ce label porte le nom de « carnalentejana ».

## Amélioration
Une complémentation alimentaire durant les périodes de disette ont permis d'abaisser l'âge de fertilité et l'âge d'abattage, permettant d'augmenter la rentabilité. Les cuisses des vaches sont plus musclées qu'auparavant et l'insertion de la queue s'en trouve moins saillante. La présence d'animaux avec les pattes rentrantes, jarrets qui ont tendance à se toucher, a diminué avec la sélection de reproducteurs mieux conformés.